# Comuna Mărunței, Olt
Mărunței este o comună în județul Olt, Muntenia, România, formată din satele Bălănești, Malu Roșu și Mărunței (reședința).

Primele origini ale Comunii Mărunței a fost Cetatea Mărunta și altele. 
Unele dintre cele mai importante clădiri sunt : Școala Gimnazială Mărunței, Primăria Comunii , Biserica Sfinții Arhangheli Mihail și Gavril și moara primarului. 

## Demografie
Componența etnică a comunei Mărunței
     Români (92,42%)
     Alte etnii (7,58%)
Componența confesională a comunei Mărunței
     Ortodocși (91,81%)
     Alte religii (0,22%)
     Necunoscută (7,97%)
Conform recensământului efectuat în 2021, populația comunei Mărunței se ridică la 3.627 de locuitori, în scădere față de recensământul anterior din 2011, când fuseseră înregistrați 4.163 de locuitori. Majoritatea locuitorilor sunt români (92,42%). Din punct de vedere confesional, majoritatea locuitorilor sunt ortodocși (91,81%), iar pentru 7,97% nu se cunoaște apartenența confesională.

## Politică și administrație
Comuna Mărunței este administrată de un primar și un consiliu local compus din 13 consilieri. Primarul, Emil Popescu[*], de la Partidul Social Democrat, este în funcție din octombrie 2020. Începând cu alegerile locale din 2024, consiliul local are următoarea componență pe partide politice:
|  | Partid                    | Consilieri | Componența Consiliului | Componența Consiliului | Componența Consiliului | Componența Consiliului | Componența Consiliului | Componența Consiliului | Componența Consiliului | Componența Consiliului | Componența Consiliului |
|  | ------------------------- | ---------- | ---------------------- | ---------------------- | ---------------------- | ---------------------- | ---------------------- | ---------------------- | ---------------------- | ---------------------- | ---------------------- |
|  | Partidul Social Democrat  | 9          |                        |                        |                        |                        |                        |                        |                        |                        |                        |
|  | Partidul Național Liberal | 4          |                        |                        |                        |                        |                        |                        |                        |                        |                        |